# 온상민

온상민(1974년 4월 7일 ~ )은 대한민국의 전직 카운터 스트라이크 프로게이머이자 현직 방송인, 게임 해설자이다.
카운터 스트라이크 프로게이머외에도 레인보우 식스 로그 스피어 프로게이머로도 활동한 경력이 있다.
이후 온게임넷의 FPS게임(서든어택, 스페셜포스, 아바, 카운터 스트라이크 등) 전문해설가로 활약했다. 2013년 4월 곰TV에서 서든어택 리그를 맡게 되었다.
2013년 12월 9일 프리랜서를 선언했다.

## 경력
- 스파이더배 MBC게임 로그스피어 Black Thorn 준우승

## 학력
- 한영고등학교

## 방송
- 《스타 뒷담화》 (온게임넷)
- 《국가대표》 (온게임넷)
- 《켠김에 왕까지》 (온게임넷)
- 《온게임넷 랭킹쇼 시즌 1》 (온게임넷)
- 《황혼에서 새벽까지》 (온게임넷)
- 《온게임넷 랭킹쇼 시즌 2》 (온게임넷)
- 《Hello SA SUDDEN ATTACK》 (온게임넷)
- 《스타행쇼》 (온게임넷)
- 《Sudden Attack 2013 Summer Champions League》(곰TV)
- 《무한도전》 (MBC)
- 《카스2 임진왜란》 (온게임넷)
- 《코리아 도타 2 리그》 (SPO TV 게임즈)
- 《온상민의 FPS원정대》 (헝그리앱TV)
- 《잡학다식 게임메니아》 (헝그리앱TV)
- 《온님과 함께하는 FPS 원정대 시즌》 (헝그리앱TV)
- 《대배틀 The Contender》 (온게임넷)
- 《백발백중 챌린지》 (온게임넷)

## 같이 보기
- 성승헌
- 전용준
- 정소림
- 엄재경
- 허준
- 이신애
- 김정민
- 박태민
- 김태형
- 박용욱
- 강민
- 윤서희
- 채령
- 배수연
- 원자현
- 곽현화
- 임요환
- 안기효
- 이윤열
- 박정석
- 박성준
- 허영무
- 이영호
- 홍진호
- 서지수
- 김창선
- 장진수
- 낯선
- 박완규
- 오성균
- 인트마스터
- 민주희
- 최은애
- 김지인
- 서연지
- 정인호
- 유대현